# Port Jefferson Station

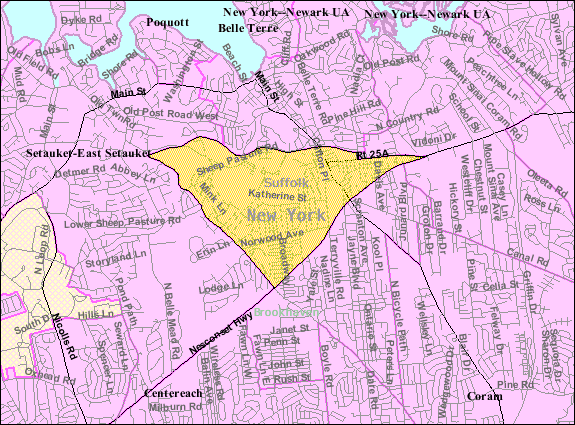
Mapa mostrando a localização de Port Jefferson no Condado de Suffolk

Port Jefferson Station é uma região censitária localizada no Condado de Suffolk, no estado americano de Nova Iorque. Em 2014, tinha uma população estimada de 7.835 habitantes.